# Liste der Monuments historiques in Pagny-la-Blanche-Côte
Die Liste der Monuments historiques in Pagny-la-Blanche-Côte führt die Monuments historiques in der französischen Gemeinde Pagny-la-Blanche-Côte auf.

## Liste der Objekte
| Bezeichnung                                         | Beschreibung                                                                                   | Standort                         | Kennzeichnung | Schutzstatus | Datum | Bild |
| --------------------------------------------------- | ---------------------------------------------------------------------------------------------- | -------------------------------- | ------------- | ------------ | ----- | ---- |
| Retabel des Hauptaltars                             | Kalkstein, farbig gefasst, Eichenholz, erste Hälfte des 18. Jahrhunderts; zugehörig PM55001050 | in der Kirche St-Grégoire (Lage) | PM55001049    | Classé       | 1994  |      |
| Skulptur Heiliger Gregor der Große                  | Kalkstein, farbig gefasst, erste Hälfte des 18. Jahrhunderts                                   | in der Kirche St-Grégoire (Lage) | PM55001050    | Classé       | 1994  |      |
| Pietà                                               | Stein, farbig gefasst, 16. Jahrhundert                                                         | in der Kirche St-Grégoire (Lage) | PM55000468    | Classé       | 1979  |      |
| Skulptur Unterweisung Mariens                       | Kalkstein, farbig gefasst, 16. Jahrhundert                                                     | in der Kirche St-Grégoire (Lage) | PM55001051    | Classé       | 1994  |      |
| Zwei Skulpturen: Heilige Crispinus und Crispinianus | Kalkstein, 17. Jahrhundert                                                                     | in der Kirche St-Grégoire (Lage) | PM55001048    | Classé       | 1994  |      |
| Skulptur Madonna mit Kind und Weintraube            | Stein, farbig gefasst, Ende des 17. Jahrhunderts                                               | in der Kirche St-Grégoire (Lage) | PM55002734    | Inscrit      | 1980  |      |
| Monstranz                                           | Silber, vergoldet, um 1800                                                                     | in der Kirche St-Grégoire (Lage) | PM55001047    | Classé       | 1993  |      |
| Beichtstuhl                                         | Eichenholz, 18. Jahrhundert                                                                    | in der Kirche St-Grégoire (Lage) | PM55002193    | Inscrit      | 1995  |      |
| Grabdenkmal eines Pfarrers                          | Kalkstein, Anfang des 16. Jahrhunderts                                                         | in der Kirche St-Grégoire (Lage) | PM55001206    | Classé       | 1995  |      |